# Freddie Brorsson
Hans Freddie Brorsson, född 4 juni 1997, är en svensk fotbollsspelare som spelar för IF Limhamn Bunkeflo. Hans äldre bror, Franz Brorsson, är också en fotbollsspelare.

## Karriär
Brorsson började spela fotboll i Trelleborgs FF som fyraåring. Som tioåring flyttade familjen till Höllviken och Brorsson började istället i BK Näset. Efter några i klubben gick Brorsson till Malmö FF.
I juli 2015 gick Brorsson till Trelleborgs FF. I november 2016 förlängde han sitt kontrakt med två år.
I december 2018 värvades Brorsson av Örgryte IS, där han skrev på ett tvåårskontrakt. I mars 2020 kom Brorsson och Örgryte IS överens om att bryta kontraktet. I mars 2020 gick han till division 2-klubben Österlen FF.
Inför säsongen 2023 gick Brorsson till division 3-klubben Veberöds AIF. Inför säsongen 2024 gick han till IF Limhamn Bunkeflo.

## Karriärstatistik
| Klubb               | Säsong             | Liga                      | Liga    | Liga | Svenska cupen | Svenska cupen | Totalt  | Totalt |
| Klubb               | Säsong             | Division                  | Matcher | Mål  | Matcher       | Mål           | Matcher | Mål    |
| ------------------- | ------------------ | ------------------------- | ------- | ---- | ------------- | ------------- | ------- | ------ |
| Trelleborgs FF      | 2015               | Division 1 Södra          | 1       | 0    | 0             | 0             | 1       | 0      |
| Trelleborgs FF      | 2016               | Superettan                | 23      | 2    | 0             | 0             | 23      | 2      |
| Trelleborgs FF      | 2017               | Superettan                | 0       | 0    | 0             | 0             | 0       | 0      |
| Trelleborgs FF      | 2018               | Allsvenskan               | 25      | 1    | 1             | 0             | 26      | 1      |
| Trelleborgs FF      | Totalt             | Totalt                    | 49      | 3    | 1             | 0             | 50      | 3      |
| Örgryte IS          | 2019               | Superettan                | 18      | 0    | 2             | 0             | 20      | 0      |
| Österlen FF         | 2020               | Division 2 Östra Götaland | 10      | 2    | 0             | 0             | 10      | 2      |
| Österlen FF         | 2021               | Ettan Södra               | 11      | 1    | 0             | 0             | 11      | 1      |
| Österlen FF         | 2022               | Division 2 Södra Götaland | 12      | 5    | 0             | 0             | 12      | 5      |
| Österlen FF         | Totalt             | Totalt                    | 33      | 8    | 0             | 0             | 33      | 8      |
| Veberöds AIF        | 2023               | Division 3 Södra Götaland | 22      | 8    | 0             | 0             | 22      | 8      |
| IF Limhamn Bunkeflo | 2024               | Division 3 Södra Götaland | 19      | 6    | 0             | 0             | 19      | 6      |
| Totalt i karriären  | Totalt i karriären | Totalt i karriären        | 141     | 25   | 3             | 0             | 144     | 25     |